# Brahima Diarra
Pour les articles homonymes, voir Diarra.
Brahima Diarra, né le 5 juillet 2003 à Paris en France, est un footballeur malien qui évolue au poste de milieu central.

## Biographie

### En club
Né à Paris en France, Brahima Diarra commence le football à l'US Ivry, puis il joue une saison au Montrouge FC 92 avant de rejoindre l'AC Boulogne-Billancourt. Il sort des radars des centre de formations et malgré sept essais avec des clubs professionnels il ne parvient pas à convaincre. Il décide donc de rejoindre l'Angleterre et le club d'Huddersfield Town en juillet 2019. Le club avait supervisé le joueur depuis octobre 2018 et lui fait signer un premier contrat professionnel après une semaine d'essai.
Diarra joue son premier match en professionnel le 12 décembre 2020, lors d'un match de championnat contre l'AFC Bournemouth. Il entre en jeu et son équipe s'incline par cinq buts à zéro.
Le 4 janvier 2022, Brahima Diarra est prêté à l'Harrogate Town jusqu'à la fin de la saison. Le club joue alors en League Two, la quatrième division anglaise. C'est avec Harrogate Town qu'il inscrit son premier but, le 8 février 2022 contre Crawley Town en championnat. Il ne peut toutefois pas empêcher la défaite de son équipe ce jour-là (1-3 score final).

### En sélection
Brahima Diarra décide de représenter le Mali en sélection, le pays de ses parents. Il est notamment sélectionné avec l'équipe des moins de 23 ans pour participer à la coupe d'Afrique des nations en 2023. Lors de ce tournoi il joue cinq matchs dont trois comme titulaire. Il est surtout positionné en tant qu'ailier droit ou gauche. Son équipe quant à elle se hisse jusqu'en demi-finale, où elle est battue par le Maroc après une séance de tirs au but.